# Neuremscheid (Engelskirchen)
Neuremscheid ist eine Ortschaft in Engelskirchen im Oberbergischen Kreis im nordrhein-westfälischen Regierungsbezirk Köln in Deutschland.
Der Bahnhof Neuremscheid lag an der Leppetalbahn.

## Lage und Beschreibung
Der Ort liegt etwa sieben Kilometer vom Hauptort Engelskirchen entfernt.

## Bus und Bahnverbindungen

### Linienbus
Haltestelle Neuremscheid:
- 308 Marienheide Bahnhof – Hütte – Frielingsdorf – Engelskirchen (OVAG, Mo–Fr, kein Abend- und Nachtverkehr, bedingter Samstagsverkehr)
- 316 Lindlar – Remshagen – Neuremscheid – Strombach – Gummersbach Bahnhof (OVAG, Mo–Fr je 5 Fahrten, kein Abend- und Wochenendverkehr)
- 333 Wipperfürth – Dohrgaul – Frielingsdorf – Engelskirchen Bahnhof (OVAG, Mo–So, kein Abend- und Nachtverkehr)